# SV Ried
Sportvereinigung Ried (normalt bare kendt som SV Ried) er en østrigsk fodboldklub fra byen Ried im Innkreis i Oberösterreich. Klubben spiller i 2. Liga, og har hjemmebane på Fill Metallbau Stadion. Klubben blev grundlagt i 1912, og har siden da vundet en enkelt titel, nemlig den østrigske pokalturnering, som man sikrede sig i 1998.

## Titler
- Østrigsk Pokalturnering (1): 1998

## Europæisk deltagelse
| Sæson   | Runde      | Modstander  | Hjemme | Ude | Kommentar |
| ------- | ---------- | ----------- | ------ | --- | --------- |
| 2006-07 | 2. kvalif. | FC Sion     | 0-0    | 0-1 | -         |
| 2007-08 | 1. kvalif. | Neftci Baku | 3-1    | 1-2 | -         |
| 2007-08 | 2. kvalif. | FC Sion     | 1-1    | 0-3 | -         |
| 2011-12 | 3. kvalif. | Brøndby IF  | 2-0    | 4-2 | -         |

| Sæson   | Runde    | Modstander         | Hjemme | Ude | Kommentar |
| ------- | -------- | ------------------ | ------ | --- | --------- |
| 1998-99 | 1. runde | MTK Budapest       | 2-0    | 1-0 | -         |
| 1998-99 | 2. runde | Maccabi Haifa F.C. | 2-1    | 1-4 | -         |